# Delaware
 Ovo je glavno značenje pojma Delaware. Za druga značenja pogledajte Delaware (razdvojba).
Delaware [ˈdɛləwɛɹ] je savezna država na istočnoj obali SADa. Delaware je poznat kao "Prva država", jer se tu ratificirao ustav 13 kolonija. Datum ratifikacije je 7. prosinca 1787.

## Zemljopis
Većina površine Delaware-a leži na atlantskoj obalnoj ploči. Na sjeveru graniči s Pennsylvaniom. Na istoku je granica s New Jerseyom rijeka Delaware i Atlantski ocean; na zapadu i jugu graniči s Marylandom. Najveći grad je Wilmington a glavi grad je Dover. Jedna od najvećih vojnih zračnih baza leži blizu Dovera.

## Klima
Delaware ima preko cijele godine umjerenu klimu s prosječnim temperaturama od 0 - 24 °C i statističkih 208 sunčanih dana. Na klimu utječe Atlantski ocean pa je stoga preko cijele godine umjereno do vlažno vrijeme. Za vrijeme ljeta temperature dosegnu do 32°C; a zimi se spuste do -5°C.

## Okruzi (Counties)
Delaware sa sastoji od 3 okruga (counties). 

## Stanovništvo
72,5% stanovnika Delaware-a su bijelci (ubrajaju se i ca. 16.000 Latino/španjolci), 19,2% crnci i Afro-Amerikanci, 4,8% Hispanci, 2,1% Azijati, 0,3% Indijanci.
Postoje 298.736 domaćinstva s prosječno 2,54 članova. 56% svih stanovnika Delaware-a preko pet godina nisu se selili između 1995. i 2000.
Prastanovnici Indijanci pripadali su skupinama Algonquian Indijanaca, a od njihovih plemena tu su svojevremeno živjeli Cuscarawaoc, članovi plemenskog saveza Nanticoke i Unalachtigo Delawarci iz lokalnih bandi Amimenipaty, u području današnjeg grada Edgemoor; Hopokohacking, na mjestu Wilmingtona; Nantuxet, uključujući i susjedne krajeve Pennsylvanije; i vjerojatno Passayonk, kojima je dom bio Schuylkill River u Pensylvaniji i duž zapadne obale rijeke Delaware.

## Znamenitosti
- Najviša zgrada u državi je 1201 North Market Street.

## Najveći gradovi
| Grad       | okrug      | Stanovnika 1. srpanj 2004 |
| ---------- | ---------- | ------------------------- |
| Wilmington | New Castle | 72.784                    |
| Dover      | Kent       | 33.618                    |
| Newark     | New Castle | 29.821                    |
| Middletown | New Castle | 7.619                     |
| Milford    | Sussex     | 7.088                     |
| Seaford    | Sussex     | 6.939                     |
| Smyrna     | Kent       | 6.808                     |
| Elsmere    | New Castle | 5.722                     |

## Ime
Država Delaware, zaljev, rijeka i istoimeni Indijanci dobili su ime po Sir Thomasu Westu de la Warru, prvome guverneru Virginije, nakon što je kapetan Samuel Argall 1610 otkrio veliki zaljev sjeverno od Jamestowna. Argall je zaljev nazvao po barunu, ali ovaj time nije bio naročito impresioniran, i uskoro se vratio u Englesku. -Sjeverni kraj nastanjivalo je veliko Delaware pleme Unalachtigo, dok su južnije dijelom živjela plemena Cuscarawaoc i Nanticoke.